# NetBet
NetBet es un operador de apuestas deportivas y de casinos en línea de origen maltés que ofrece pronósticos deportivos en línea, casino en línea, póquer en línea y casino en vivo.
La compañía opera en varios mercados, incluyendo el Reino Unido, Alemania, Francia y otros países, además ofrece su plataforma en inglés, alemán, japonés, español, italiano, francés, griego, rumano, portugués, maltés y finlandés. NetBet es una marca propiedad de NetBet Enterprises Ltd, tiene oficinas en el Reino Unido, Francia, Rumanía y los Estados Unidos, actualmente emplea a alrededor de 500 personas y tiene su sede principal en Malta.
NetBet tiene una licencia europea de Malta desde 2006 y una licencia de la Comisión de Juego 3637 del Reino Unido y también cuenta con licencias locales como Irlanda, Nigeria, Grecia y México. Los casinos en línea de Italia y Francia también funcionan bajo el nombre y la marca de NetBet Enterprises, además obtuvieron una licencia para operar en Rumanía en 2015.

## Historia
Cosmo Gaming Company se constituyó en julio de 2006 y comenzó a operar en julio de 2007. Posteriormente cambiaron su nombre de Cosmo Gaming Company a NetBet Enterprises Limited en marzo de 2017.

## Patrocinios
NetBet ha patrocinado varios equipos de futbol en el pasado, en algunos estuvo presente en el uniforme oficial, en otros solo como el partner oficial de apuestas deportivas y en algunos menos, solo para tener publicidad en su estadio:
2014 - OGC de Niza de la Ligue 1 de Francia.
2015 - Steaua Bucaresti de la Divizia A de Rumania.
2015 - West Bromwich Albion de la Premier League.
2017 - AS Saint-Etienne de la Ligue 1 de Francia.
2016 - Hamilton Academical de la Scottish Premier League.
2019 - Vasco da Gama en el Brasileirao de Brasil.
2019 - Fortaleza Esporte Clube en el Brasileirao Serie A de Brasil.
2019 - Fortaleza Esporte Clube en el Brasileirao Serie A de Brasil.
2019 - Centro Sportivo Alagoano en el Brasileirao Serie B de Brasil.
2020 - Red Bull Bragantino en el Brasileirao Serie A de Brasil.
2020 – Tiburones Rojos del Veracruz en la Liga MX.
2020 - Alebrijes de Oaxaca Fútbol Club en la Liga de Expansión MX.
2020 - Mineros de Zacatecas Futbol Club en la Liga de Expansión MX.
2020 - Tepatitlán Futbol Club en la Liga de Expansión MX.
2020 - Tlaxcala Futbol Club en la Liga de Expansión MX.
2020 - Venados Futbol Club Yucatán en la Liga de Expansión MX.
2020 - Club de Futbol Pachuca de la Liga MX.

## Otros patrocinios
2018 - Carreras en el Hipódromo de Goodwood.
2018 - Carreras en el Hipódromo de Fontwell Park.
2018 - Evento de boxeo a nudillos desnudos, BKB11, en el estadio O2.
2018 – Evento de boxeo a nudillos desnudos en Cwmbran.

## Embajadores
Alexandre Ruiz es un periodista deportivo francés que trabaja para beIn Sports. Ha sido embajador de NetBet FR desde 2014.
Daniel Bravo fue un futbolista francés que jugó para los equipos Paris Saint-Germain, AS Monaco & Olympique de Marseille. Fue embajador de la marca NetBet FR de 2012 a 2014.

## Productos
Los principales productos de NetBet incluyen NetBet Casino, NetBet Live, NetBet Vegas, NetBet Lotto, y NetBet Poker. El casino tiene más de 1.500 máquinas tragamonedas, cartas y juegos de mesa.
NetBet Sport ofrece pronósticos deportivos en línea y servicios de apuestas durante el partido. Los jugadores también tienen opciones de apostar en E-Sports y mercados especiales que cubren política, premios de cine y televisión. Para garantizar resultados justos y aleatorios en todos los juegos, NetBet utiliza dos generadores de números aleatorios separados: el generador ISAAC y un generador de ruido térmico. 

## Premios
En 2016, en los Premios de la Conferencia de Europa Central y del Este sobre Juegos de Azar (CEEGA), NetBet ganó el premio al Mejor Operador de Apuestas Deportivas Online y su proveedor, SBTech, ganó el premio al Mejor Proveedor de Apuestas Deportivas.
En 2016, Blueclaw y GIMO fueron nominados en los Premios de Búsqueda del Reino Unido al Mejor Uso de Búsqueda por su trabajo en el Campeonato Multicultural de NetBet y la Liga Premier de Naciones.
En 2017, NetBet fue nominado al premio iGB Affiliate por el mejor programa de afiliados no ingleses.
En 2020, NetBet fue nominado a los premios EGR en la categoría "Mejor Producto in-house".

## Juego responsable
NetBet trabaja en estrecha colaboración con servicios de terapia para la adicción al juego y permite a los propios jugadores establecer límites de depósito y anclajes a la realidad. El sitio también ofrece versiones de prueba de los juegos, esto permite practicarlos sin apostar dinero real y prohíbe el registro de menores.